# خطة تقرير ميساتو كاتسراغي
خطة تقرير ميساتو كاتسراغي (葛城ミサト報道計画 Katsuragi Misato Hōdō Keikaku) هي لعبة إنترنت لنامكو بانداي للبلاي ستيشن 3. اللعبة مقتبسة من شخصية الأنمي ميساتو كاتسراغي من سلسلة نيون جينيسيس إيفانجيليون المشهورة. لعبة اشتراك الأخبار يمكن لعبها على بلاي ستيشن بورتبل بواسطة اللعب عن بعد وهي حصرياً في السوق الياباني، بدون أية إصدارات في أماكن أخرى.

## الواجهة
الواجهة التفاعلية تشمل التكبير/التصغير بـ360° لحساس الحركة وتخصيص الشخصية (تسريحة الشعر). التخصيص المتقدم (اختيار ملابس الشخصية اختيار المشهد، إلخ.) وجوائز الـPSN يمكن الحصول عليهما عن طريق الاشتراك في الخدمة.
تستخدم اللعبة التحريك المظلل بالخلايا عالي الدقة لتكوين بصريات مشابهة للأنمي.
كما في مسلسل الأنمي، قامت كوتونو ميتسويشي بأداء صوت ميساتو كاتسراغي. موسيقى الخلفية تمزج قطع كمان أوروبية كلاسيكية.
أغلقت الخدمة في 5 يونيو 2010.

## الملاحظات
1. ↑  ملف لعبة خطة تقرير ميساتو كاتسراغي، آي جي إن نسخة محفوظة 20 فبراير 2012 على موقع واي باك مشين.
2. ↑  الموقع الرسمي لخطة تقرير ميساتو كاتسراغي نسخة محفوظة 21 يونيو 2016 على موقع واي باك مشين.
3. ↑  أكثر عن طاقم أخبار إيفانجيليون نسخة محفوظة 20 أكتوبر 2013 على موقع واي باك مشين.

## وصلات خارجية
- الموقع الرسمي لخطة تقرير ميساتو كاتسراغي
- كتيب لعبة الإنترنت "خطة تقرير ميساتو كاتسراغي